# Estación enológica
Una estación enológica es un centro de investigación, ensayo y divulgación de técnicas de elaboración de vino.

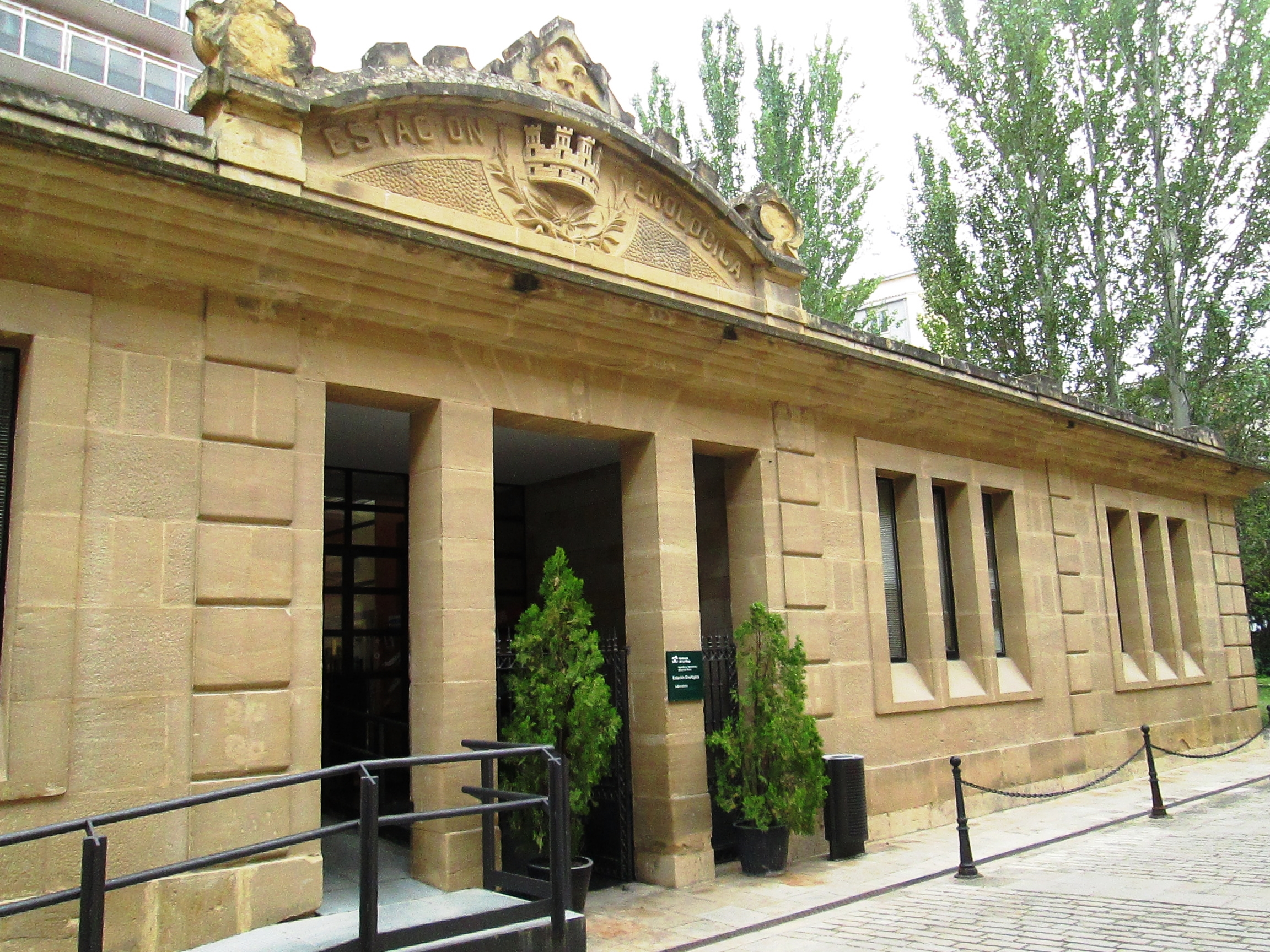
Edificio principal de la Estación Enológica de Haro

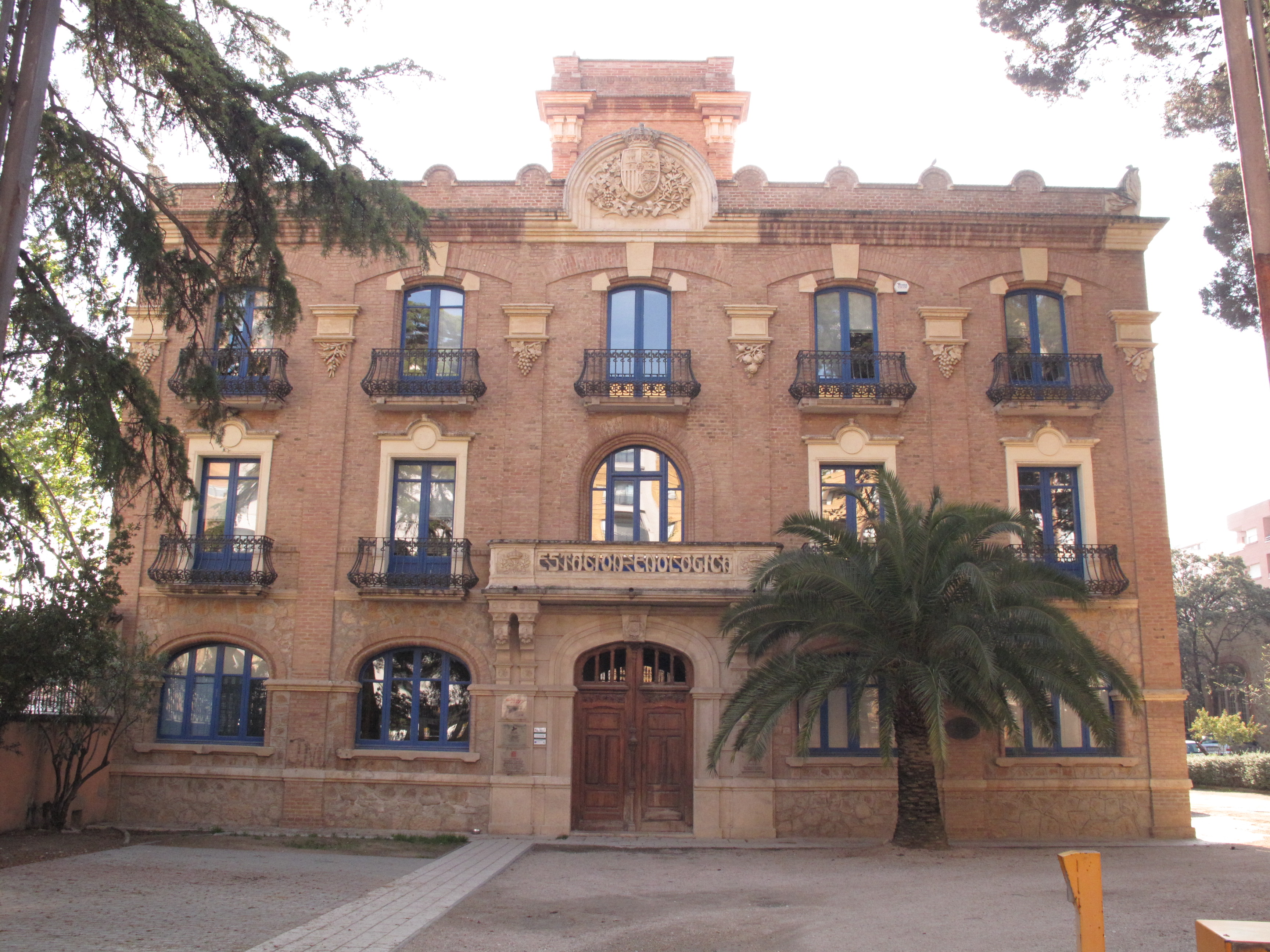
Estación Enológica de Reus

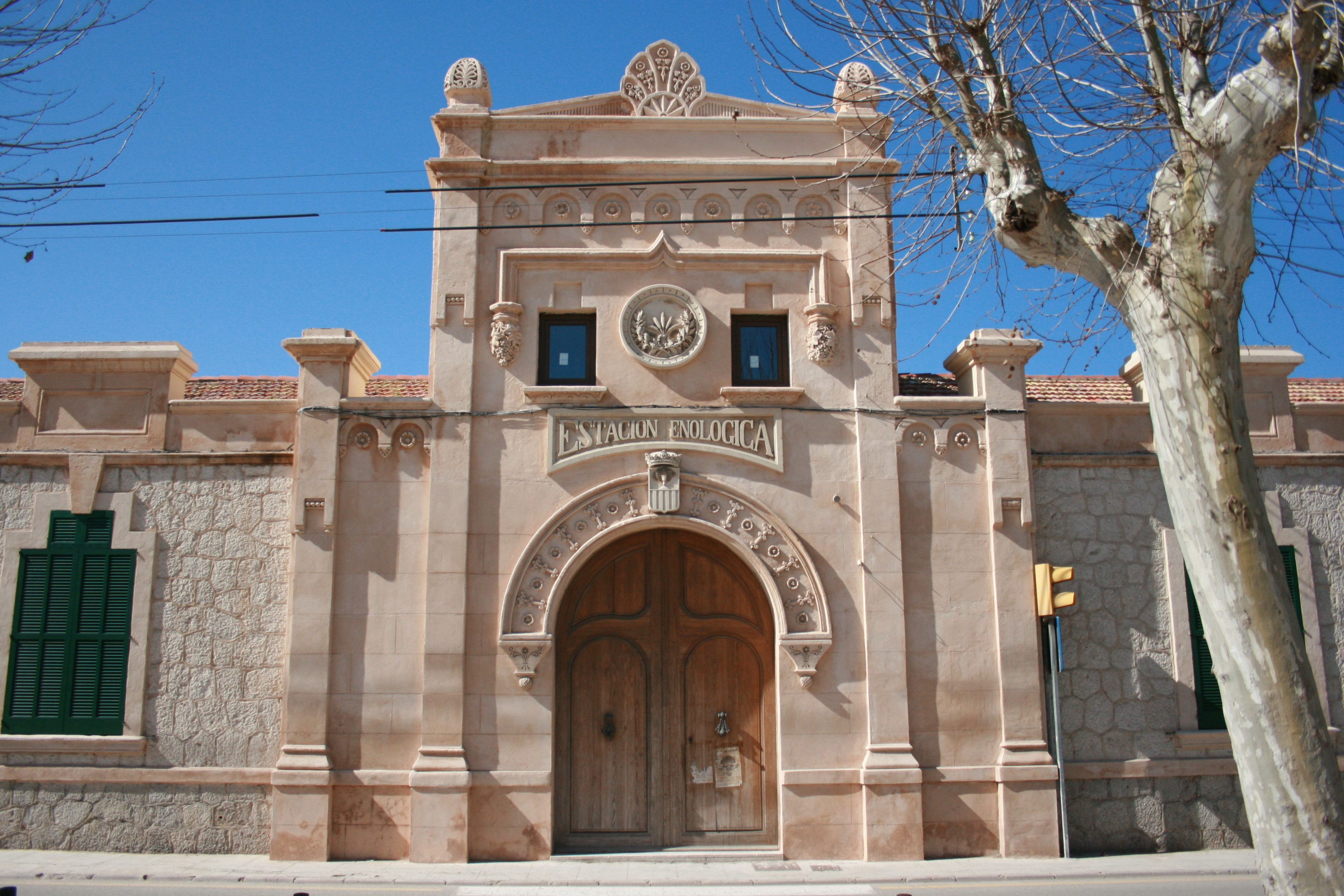
Estación Enológica de Felanich

## Historia
Las estaciones enológicas se crearon en España a finales del siglo XIX con el objeto de modernizar el sistema productivo del vino como única salida a la crisis que sufría el sector desde el año 1880.
Precedió un proyecto fallido de creación de cuatro escuelas de enología en las provincias de Alicante, Ciudad Real, Logroño y Zamora y una estación central en Madrid, que no se llegaron a instalar por escasez de personal facultativo y por la deficiencia de los créditos consignados por el Ministerio de Fomento.
El Real Decreto de 15 de enero de 1892 creó la Estación Enológica Central de Madrid y dispuso, sin concretar, la creación de las estaciones que fuesen necesarias en las comarcas vitícolas de mayor importancia. Estas estaciones enológicas se concebían como centros más modestos, sencillos y prácticos que las escuelas de enología.
El objetivo final era producir vinos de calidad y tipos de caracteres constantes. Hasta entonces, los esmeros de los viticultores, amparados en unos precios bien remunerados que se conseguían por exigencias pasajeras del comercio de exportación, se había empeñado en el aumento de la producción, sacrificando la calidad a la cantidad.
De acuerdo con el citado Real Decreto, sus objetivos fueron:
- Estudiar y clasificar las variedades de uva de su comarca
- Practicar los análisis y estudios necesarios para conocer las condiciones y elementos constitutivos del fruto producido por cada variedad de vid así como de los mostos y vinos resultantes de las mismas.
- Combinar los mostos y vinos de la región para formar tipos determinados de los que más aceptación tengan en el mercado.
- Elaborar con el fruto que se recolecte en la región, vinos de las condiciones que exija el consumo.
- Ensayar la fabricación y conservación del vino, aguardientes y vinagres para obtener tipos de fácil venta en los mercados nacionales y extranjeros.
- Verificar los tipos biológicos para apreciar y remediar las enfermedades que afecten a los vinos, aguardientes y vinagres.
- Analizar los mostos y vinos que remitan los cosecheros, mediante una módica tarifa y aconsejar las correcciones convenientes para que puedan obtener productos bien elaborados.
- Formar aprendices y capataces bodegueros.

La Real Orden de 25 de enero de 1892, de la Dirección General de Agricultura, Industria y Comercio, designó a la ciudad de Haro como el lugar elegido para instalar la estación enológica prevista en la provincia de Logroño. Más tarde, por Real Decreto del año 1902, se creó la correspondiente a Villafranca del Panadés, de la que no se conserva el edificio original. Otras estaciones enológicas se implantaron, en el año 1910, en las ciudades de Requena y Reus.